# Chiperceni
Chiperceni est une commune du district d'Orhei, en Moldavie. Elle est composée de trois villages : Andreevca, Chiperceni et Voroteț. La commune compte 2 786 habitants en 2014.

## Personnalités notables
- Ilarion Buiuc (en)